# Вітебський (спортивний комплекс)
«Вітебський центральний спортивний комплекс» (біл. Віцебскі цэнтральны спартыўны комплекс) — багатофункціональний спортивний комплекс у місті Вітебськ, Білорусь, домашня арена ФК «Вітебськ».
Стадіон побудований та відкритий 1937 року як стадіон «Динамо» із місткістю 5000 глядачів. У 1950, 1980—1986, 1998—2001 роках арена ремонтувалася та реконструювалася. У 1978 році стадіон був переданий з комунальної власності міста спортивному товариству «Динамо». У 1990-х роках була запланована реконструкція стадіону. У 1998 році виділено кошти на реконструкцію. Проект робіт був розроблений інститутом «Віцебскграмадянпраект». Перша черга стартувала у вересні 2001 року. Тоді були створені футбольне поле і трибуни на 5400 місць. 8 квітня 2003 року була зареєстрована Державна установа фізичної культури і спорту «Вітебський державний спортивний комплекс», що і стало новою назвою арени. У 2004—2005 роках  проведено другу і третю черги будівництва комплексу. За цей час місткість була розширена до 8144 чоловік, зведені підтрибунні приміщення, електронне табло, освітлювальні щогли. З 2005 року планувалося проведення четвертої черги, проте через нестачу фінансування вона так і не була проведена. В результаті комплекс залишається об'єктом незавершеного будівництва, хоча основні об'єкти комплексу все ж відповідають нормам, які дозволяють його цілком експлуатувати. У перспективі, передбачено будівництво додаткових трибун з розширенням місткості стадіону до 15 500 осіб. Основна арена нині вміщує 8144 глядачі.
26 травня 2002 року вітебський стадіон «Динамо» став другим стадіоном в історії, на якому проходив фінал Кубка Білорусі з футболу.
До структури спортивного комплексу входять: 2 футбольних поля (основне 105 × 68 метрів і запасне), 8 бігових доріжок, сектори для стрибків у довжину, висоту з жердини, для метання молота, спеціалізований зал для боксу, льодовий майданчик, західну трибуну, в якій розташований тренувальний легкоатлетичний манеж, ігровий спортивний зал для волейболу та баскетболу з трибунами на 330 глядачів, гімнастичні зали, оздоровчий центр, кабінет допінг-контролю, кафе та інші підсобні та службові приміщення. На базі спорткомплексу проводяться навчально-тренувальні заняття, змагання з баскетболу, волейболу, тенісу, футболу.